# شتينة الجزمة
شتينة الجزمة هي جورب فوقي أو بطانة جزمة، استُخدمت في القرنين السادس عشر والسابع عشر لحماية الجوارب المحبوكة الفاخرة من التآكل. ظهرت لأول مرة حوالي عام ١٤٥٠.